# Ганаш (десерт)

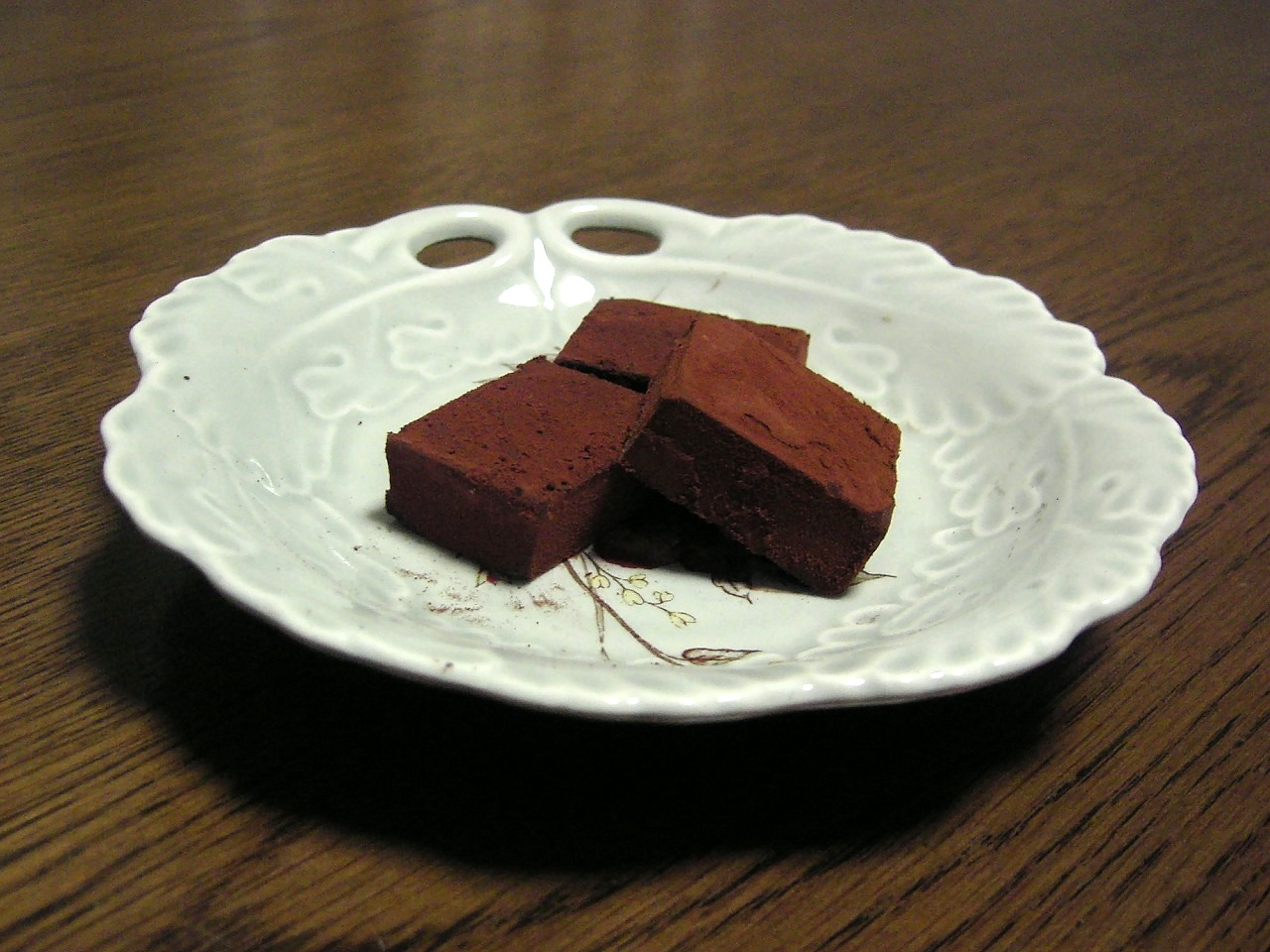

Ганаш (фр. ganache, раніше також траплялося написання ганаж) — ароматний крем із шоколаду, свіжих вершків і вершкового масла, що використовується як начинка для цукерок і тістечок та для прикраси десертів.
Придуманий 1850 року в кондитерській Сіроден (фр. Pâtisserie Siraudin).
Класичним видом вважається пропорція шоколаду і вершків 1:1.